# Dot és Muris Füles
A Dot és Muris Füles (eredeti cím: Dot and the Bunny) 1983-ban bemutatott ausztrál rajzfilm, amely a Dot-sorozat harmadik része. Az animációs játékfilm rendezője és producere Yoram Gross. A forgatókönyvet John Parmel írta, a zenéjét Bob Young szerezte. A mozifilm a Yoram Gross Films gyártásában készült, a Hoyts Distribution forgalmazásában jelent meg. Műfaja zenés film. 
Ausztráliában 1983. április 3-án mutatták be a mozikban, Magyarországon 1996. április 8-án az MTV1-en vetítették le először a televízióban.

## Szereplők
| Szereplő              | Eredeti hang    | Magyar hang      |
| --------------------- | --------------- | ---------------- |
| Dot                   | Barbara Frawley | Zakariás Éva     |
| Muris Füles           | Robyn Moore     | Kiss Erika       |
| Koala                 | Drew Forsythe   | Boros Zoltán     |
| Kacsacsőrű mama       | N/A             | Kocsis Mariann   |
| Kenguru               | N/A             | Uri István       |
| Repülő kutya #2       | N/A             | Minárovits Péter |
| Wallaby mama          | N/A             | Némedi Mari      |
| Bivaly #1             | N/A             | Zágoni Zsolt     |
| Krokodil #1           | N/A             | Forgács Péter    |
| Kárókatona mama       | N/A             | Papp Ágnes       |
| Oposszum              | N/A             | Bácskai János    |
| Hangyászsün           | N/A             | Bácskai János    |
| Barna wallaby         | N/A             | Bácskai János    |
| Emu                   | N/A             | Bácskai János    |
| Bandikut              | N/A             | Bartucz Attila   |
| Erszényes hangyász #2 | N/A             | Bartucz Attila   |
| Harkály postás (ének) | N/A             | Bartucz Attila   |
| Koala kölyök          | N/A             | Fekete Zoltán    |
| Repülő kutya #1       | N/A             | Fekete Zoltán    |
| Erszényes hangyász #1 | N/A             | Fekete Zoltán    |
| Denevér               | N/A             | Fekete Zoltán    |
| Pademelon             | N/A             | Galambos Péter   |
| Szürke wallabi        | N/A             | Galambos Péter   |
| Krokodil #2           | N/A             | Galambos Péter   |
| Koala mama            | N/A             | Koffler Gizi     |
| Erszényes egér        | N/A             | Koffler Gizi     |
| Teknős                | N/A             | Koffler Gizi     |
| Kenguru mama          | N/A             | Koffler Gizi     |
| Fakúszó kenguru #1    | N/A             | Rosta Sándor     |
| Sárgabarna wallabi    | N/A             | Rosta Sándor     |
| Bivaly #2             | N/A             | Rosta Sándor     |
| Fakúszó kenguru #1    | N/A             | Salinger Gábor   |
| Rák                   | N/A             | Salinger Gábor   |

## Betétdalok
| A dalbetétek szövegét Zubornyák Zoltán fordította. | A dalbetétek szövegét Zubornyák Zoltán fordította. | A dalbetétek szövegét Zubornyák Zoltán fordította. | A dalbetétek szövegét Zubornyák Zoltán fordította. |
| Magyar                                             | Magyar                                             | Angol                                              | Angol                                              |
| Dal                                                | Előadó                                             | Dal                                                | Előadó                                             |
| -------------------------------------------------- | -------------------------------------------------- | -------------------------------------------------- | -------------------------------------------------- |
| Vándorlás                                          | Zakariás Éva Kiss Erika                            | Roaming Free                                       | Barbara Frawley Robyn Moore                        |
| Bandikút                                           | Bartucz Attila                                     | Benjamin Bandicoot                                 | Ross Higgins                                       |
| Termesz                                            | Zakariás Éva                                       | Termites                                           | Barbara Frawley                                    |
| Kengururól szólt ez a dal                          | Kiss Erika                                         | The Kangaroo That Never Grew                       | Robyn Moore                                        |
| A krokodil dal                                     | Zakariás Éva Forgács Péter                         | The Crocodile Song                                 | Barbara Frawley Ross Higgins                       |
| Csak ennyi az egész                                | Bartucz Attila                                     | The Postman of the Birds                           | Ross Higgins                                       |
| Wombat dala                                        | eredeti nyelven                                    | Weary Will the Wombat                              | Ross Higgins                                       |

## Televíziós megjelenések Magyarországon
TV-1, TV-2, Duna TV